# Ogaři (opera)
Ogaři je dětská opera (op. 27) o dvou jednáních Jaroslava Křičky na libreto Ozefa Kaldy napsaná v roce 1918. Opera měla světovou premiéru 7. září 1919 v Novém Městě na Moravě.

## Z inscenační historie
Opera se poměrně často objevuje na repertoáru dětských/studentských divadelních souborů. V roce 1999 ji nastudovalo např. Operní studiio NDM v Ostravě. Naposledy ji zinscenovala v roce 2009 Dětská opera Praha, která ji uvedla nejen v Praze na komorní scéně Národního divadla Kolowrat, ale vystoupila s ní i na řadě míst Česka.

## Osoby a první obsazení
| osoba                                                                                    | hlasový obor  | premiéra (7. září 1919) |
| ---------------------------------------------------------------------------------------- | ------------- | ----------------------- |
| Rozinka Schovajsova                                                                      | dětský soprán | L. Sazymová             |
| Ozefek Glabajů                                                                           | dětský soprán | A. Sazymová             |
| Tomšík Martinků                                                                          | dětský soprán | A. Němcová              |
| Janek Gabryšů                                                                            | dětský soprán | E. Gabezánová           |
| Hajný                                                                                    | baryton       | …                       |
| Vesnické děti (Tomšíkova družina, Ozefkova družina, děvčata, „posel“, „matka“ Rozinčina) |               |                         |
| Dirigent: Karel Konvalinka                                                               |               |                         |
| Režie: prof. Novák                                                                       |               |                         |
| Výtvarník: Karel Němec                                                                   |               |                         |

## Stručný obsah díla
Hlavní hrdinkou je malá Rozinka Schovajsová, která má hned dva nápadníky: divokého a klukovského Tomšíka a hodného a milého Ozefka. V příběhu si děti hrají na svatbu (provázenou všemi lidovými zvyky). Rozinka si chce vzít Ozefka, ale Tomšík se svou zbojnickou družinou se Rozinky zmocní a ta je nucena se stát zbojníkovou ženou. Ozefkovi se ale podaří Rozinku vysvobodit a ta se pro změnu stane jeho ženou. Když zhrzený Tomšík přeruší svadební veselí a žádá zadostiučinění, projeví se Rozinka jako rázná žena. Mladí „ženichové“, polekaní touto proměnou, se rozprchnou. Všechny ale svolává k návratu klekání a celé veselé dobrodružství malých pasáčků zakončí písnička.

## Nahrávka
Nahrávku zkratky z opery pořídila Dětská opera Praha. 